# Thomas Gunzig
Pour les articles homonymes, voir Gunzig.
Thomas Gunzig, né le 7 septembre 1970 à Bruxelles (province de Brabant), est un écrivain belge francophone.

## Biographie
Thomas Gunzig naît le 7 septembre 1970 à Bruxelles. Il est le fils du cosmologue Edgard Gunzig.
Son enfance est marquée par sa dyslexie ; il connaît d’abord une scolarité difficile avant d’obtenir une licence de sciences politiques.
En 1993, il publie son premier recueil de nouvelles, Situation instable penchant vers le mois d’août.
Après avoir été libraire pendant 10 ans à la librairie Tropismes (Bruxelles), il est devenu professeur de littérature dans les écoles supérieures artistiques de La Cambre et de Saint-Luc. Il est également chroniqueur régulier depuis 2006 pour l'émission de radio Le Jeu des dictionnaires (La Première), le journal Le Soir et l'émission télévisée Les Bureaux du pouvoir de La Une.
Le 6 mars 2008, pour récupérer les droits d’un de ses recueils de nouvelles, Carbowaterstoemp, et pour éviter les coûts d'un procès, Gunzig, ceinture marron de karaté, provoque en duel l'éditeur Luc Pire, ceinture rouge de taekwondo, pendant la Foire du livre de Bruxelles. Le combat se termine par la victoire de l'auteur qui récupère ainsi ses droits,.
Il reçoit le prix Victor Rossel 2001 pour son premier roman Mort d'un parfait bilingue et le prix des Éditeurs en 2003 pour son recueil de nouvelles Le Plus Petit Zoo du monde.
Il contribue à quatre reprises à la revue littéraire en ligne Bon-à-tirer, y publiant des nouvelles inédites.
Depuis avril 2010, il est chroniqueur dans l'émission de radio Matin Première, où il dresse dans son Café Serré un portrait de l'invité du jour.
En 2013, son roman Manuel de survie à l'usage des incapables lui vaut le prix triennal du roman de la Fédération Wallonie-Bruxelles et, en 2014, il écrit une pièce de théâtre, un seul en scène, Et avec sa queue il frappe, d'abord jouée au théâtre Les Tanneurs puis au festival d'Avignon.
La fiction de Gunzig est marquée par son humour noir, comme dans son recueil, Le Plus Petit Zoo du monde, où chaque nouvelle met en scène un animal sympathique et familier qui connaît un sort funeste. Très présente, la critique sociale n'est jamais orientée, ni catégorisable. Enfin, il oscille entre une culture érudite et une culture populaire, à laquelle il rend explicitement hommage dans 10 000 litres d'horreur pure.
Il écrit à l'occasion pour le théâtre et pour le cinéma : il a notamment co-signé le scénario du film Le Tout Nouveau Testament avec le réalisateur Jaco Van Dormael, film sélectionné dans la section parallèle de la Quinzaine des réalisateurs du Festival de Cannes 2015 et qui a remporté le prix du Best Screenplay au Festival international du film de Dublin en plus être nommé pour le Golden Globe du meilleur film en langue étrangère à la 73e cérémonie des Golden Globes et pour le César du meilleur film étranger à la 41e cérémonie des César.
En 2024, il reçoit le prix Bob Morane pour son roman Rocky, dernier rivage.

## Publications

### Romans
- Mort d'un parfait bilingue, Au diable vauvert, 2001, 252 p. (ISBN 978-2-84626-011-4)Prix Victor Rossel 2001
- Kuru, Au diable vauvert (Vauvert), 2005, roman  (ISBN 2846260877)
- 10 000 litres d'horreur pure : Modeste contribution à une sous-culture, Au diable vauvert (Vauvert), 2007  (ISBN 9782846261456)Illustré par Blanquet
- Manuel de survie à l'usage des incapables, Vauvert, France, Au diable vauvert, 2013, 420 p.  (ISBN 978-2-84626-414-3) Sélection Prix Mauvais genres 2013[8], Prix triennal du roman de la Fédération Wallonie-Bruxelles 2016[9]
- La Stratégie du hors-jeu, Éditions Au diable vauvert, 2016  (ISBN 979-10-307-0055-8)
- La Vie sauvage, Éditions Au diable vauvert, 2017  (ISBN 978-2-84626-961-2)
- Encore une histoire d’amour, Éditions Au diable vauvert, 2018  (ISBN 979-10-307-0215-6).
- Feel good[10], Éditions Au diable vauvert, 22 août 2019  (ISBN 979-10-307-0283-5).
- Le Sang des bêtes, Éditions Au diable vauvert, 2022  (ISBN 9791030704525).
- Rocky, dernier rivage[11], Éditions Au diable vauvert, 2023  (ISBN 9791030706055)

### Nouvelles et recueils de nouvelles
- Situation instable penchant vers le mois d'août, Jacques Grancher, 1993 (ISBN 2733904051)
- Il y avait quelque chose dans le noir qu'on n'avait pas vu, Éditions Julliard, 1997, nouvelles
- À part moi, personne n'est mort, Bègles, Le Castor astral, coll. « Escales du Nord », 1999 (ISBN 2859203672)
- Premières nouvelles !, Ancrage (Bruxelles), 1999
- Figures du transfert : épisodes cliniques, le Grand miroir (Bruxelles), 2002
- Le Plus Petit Zoo du monde, Au diable vauvert (Vauvert), 2003Prix des Éditeurs (2003)
- Royaumes, le Grand miroir (Bruxelles), 2003
- Take five, le Grand miroir (Bruxelles), 2004
- Carbowaterstoemp : et autres spécialités, Labor (Bruxelles), 2005 (ISBN 2804020185)
- Pique-nique et autres nouvelles, Labor (Bruxelles), 2005
- Assortiment pour une vie meilleure : carbowaterstoemp et autres spécialités (nouvelles), Vauvert, Au diable vauvert (Vauvert), 2009, 489 p. (ISBN 978-2-84626-204-0)Nommé pour le prix Virilo 2009

### Romans jeunesse
- De la terrible et magnifique histoire des créatures les plus moches de l'univers : comment elles aidèrent Polo, et comment ils sauvèrent le monde, Labor (Bruxelles), 2002Réédition Mijade, Namur, 2008
- Nom de code : Super-Pouvoir, Labor (Bruxelles), 2004  (ISBN 2804019772)Parfois référencé sous le titre Trois fois plus.
Réédition Mijade, coll. « Zone J », Namur, 2005, Annick Masson (ill.)  (ISBN 978-2-87423-015-8).
- Kiss and Cry, Bruxelles, Belgique, Les Impressions nouvelles, 2012, 80 p.  (ISBN 978-2-87449-148-1)

### Scénario
- 2015 : Le Tout Nouveau Testament[12], film en coproduction belge, luxembourgeoise et française réalisé par Jaco Van Dormael, coécrit avec Thomas Gunzig.

### Théâtre
- L’Héroïsme aux temps de la grippe aviaire, mise en scène par Alexandre Drouet et joué par Itsik Elbaz. Premièrement créé dans une version courte au Théâtre de Poche dans le cadre des « Contes héroïco-urbains » en 2007. Puis, prolongé de vidéos avant et après le spectacle comme si celui-ci était joué sur un DVD, et rejoué en 2009 et 2010.
- Raymond, avec Josse De Pauw, mise en scène par Manu Riche au Théâtre royal flamand de Bruxelles (KVS) en 2013
- Les Origines de la vie, avec Isabelle Wery, au Théâtre de Poche en 2008
- Avec sa queue il frappe, avec Alexandre Trocki au Théâtre des Tanneurs en 2014
- Et avec sa queue, il frappe, pièce de théâtre, 2014
- Borgias ![13], Théâtre royal du Parc, 2016.
- Attends, on a encore 5 minutes je vais te raconter un truc[13] de Thomas Gunzig, mise en scène Claudine Van Beneden, 2023

### Bande dessinée
Blake et Mortimer
- HS Le Dernier Pharaon[14], Éditions Blake et Mortimer, Bruxelles, 29 mai 2019
Scénario : Jaco Van Dormael, Thomas Gunzig et François Schuiten - Dessin : François Schuiten - Couleurs : Laurent Durieux -  (ISBN 978-2-87097-280-9)

## Prix et récompenses
- 1999 :  prix Scam Belgique (Société civile des auteurs multimédia, Belgique), catégorie Littérature[15] ;
- 2001 :  prix Victor Rossel 2001 pour son premier roman Mort d'un parfait bilingue[3] ;
- 2016 : 
  -  Magritte du meilleur scénario 2016 pour Le Tout Nouveau Testament[16] ;
  - Best Screenplay au Festival international du film de Dublin pour Le Tout Nouveau Testament ;
  - Trophées francophones du cinéma 2016 : Trophée francophone du scénario pour Le Tout Nouveau Testament[17] ;
- 2024 :  prix Bob Morane pour son roman Rocky, dernier rivage[7].

#### Périodiques
- François Tefnin et Brigitte Gerard, Thomas Gunzig : bizarre, vous avez dit bizarre..., in Entrées libres, no 28, avril 2008, p. 8–9.

#### Articles
- Thomas Gunzig (interviewé par Victor Raynaud), « Entretien avec Thomas Gunzig : « Je ne veux pas faire de trucs à message » », Karoo,‎ 15 janvier 2024 (lire en ligne, consulté le 2 décembre 2024).